# Nedinoschiza speciosa
Nedinoschiza speciosa är en stekelart som först beskrevs av Günther Enderlein 1920.  Nedinoschiza speciosa ingår i släktet Nedinoschiza och familjen bracksteklar. Inga underarter finns listade i Catalogue of Life.